# Člunek
Člunek (en allemand : Hosterschlag) est une commune du district de Jindřichův Hradec, dans la région de Bohême-du-Sud, en République tchèque. Sa population s'élevait à 479 habitants en 2020.

## Géographie
Člunek se trouve à 10 km à l'est-sud-est du centre de Jindřichův Hradec, à 50 km à l'est-nord-est de České Budějovice et à 119 km au sud-sud-est de Prague.
| - OpenStreetMap Limite communale. |

La commune est limitée par Střížovice au nord, par Kunžak à l'est, par Nová Bystřice au sud, par Číměř au sud-ouest et par Kačlehy à l'ouest.

## Histoire
La première mention écrite du village date de 1542.

## Source
- (cs) Cet article est partiellement ou en totalité issu de l’article de Wikipédia en tchèque intitulé « Člunek (okres Jindřichův Hradec) » (voir la liste des auteurs).